# کارپگنا
کارپگنا (به ایتالیایی: Carpegna) یک کومونه در ایتالیا است که در استان پزارو و اوربینو واقع شده‌است.

## خصوصیات
کارپگنا ۲۸٫۳ کیلومترمربع مساحت و ۱٬۶۷۳ نفر جمعیت دارد.